# Cambridgeshire
Cambridgeshire (pronunciat /ˈkeɪmbrɪdʒʃər/ o /ˈkeɪmbrɪdʒʃɪər/; abrev. Cambs), antigament dit Comtat de Cambridge, és un comtat d'Anglaterra que confronta amb Lincolnshire al nord, Norfolk al nord-est, Suffolk a l'est, Essex i Hertfordshire al sud i Bedfordshire i Northamptonshire a l'oest. Cambridgeshire conté la major part de la regió econòmic dedicada a l'alta tecnologia anomenada Silicon Fen. Geogràficament està caracteritzat per les terres planes. La capital del comtat és Cambridge. L'actual comtat es va formar el 1974, amb la unió del comtat que es deia Cambridgeshire i Illa d'Ely més Huntingdon i Peterborough, districtes que s'havien creat el 1965 amb territoris pertanyents als antics comtats històrics de Cambridgeshire, Huntingdonshire, Illa d'Ely i Soke de Peterborough. Hi ha dos organismes encarregats d'administrar el comtat: el Consell del Comtat de Cambridgeshire i el Consell de la Ciutat de Peterborough, que és una autoritat unitària a banda. El Consell del Comtat té sota la seva jurisdicció cinc districtes: Ciutat de Cambridge, Sud Cambridgeshire, Est Cambridgeshire, Huntingdonshire i Fenland.

## Geografia
Grans zones del comtat es troben molt baixes i Holme Fen destaca per ser el punt físic més baix del Regne Unit, a 2,75m per sota del nivell del mar. El punt més elevat es troba al poble de Great Chishill a 146m per sobre del nivell del mar. Aquestes planes sovint configuren part dels aiguamolls anomenats Fens.
Atès que el territori és força pla i proper al continent, durant la segona guerra mundial se'n van construir diversos aeròdroms: el RAF Bomber Command, el RAF Fighter Command i el dels aliats USAAF. En reconeixement d'aquesta col·laboració el memorial als soldats americans està situat a Madingley, l'únic cementiri americà a Anglaterra.
Geològicament el paisatge consisteix en sediments poc consolidats procedents del Quaternari, alguns són d'origen marí i altres són al·luvions d'estuaris, més torba que cobreixen els estrats inferiors de roques del Juràssic i del Cretaci.
El 2002 l'associació no governativa Plantlife va designar la flor de pasqua com a representativa del comtat.

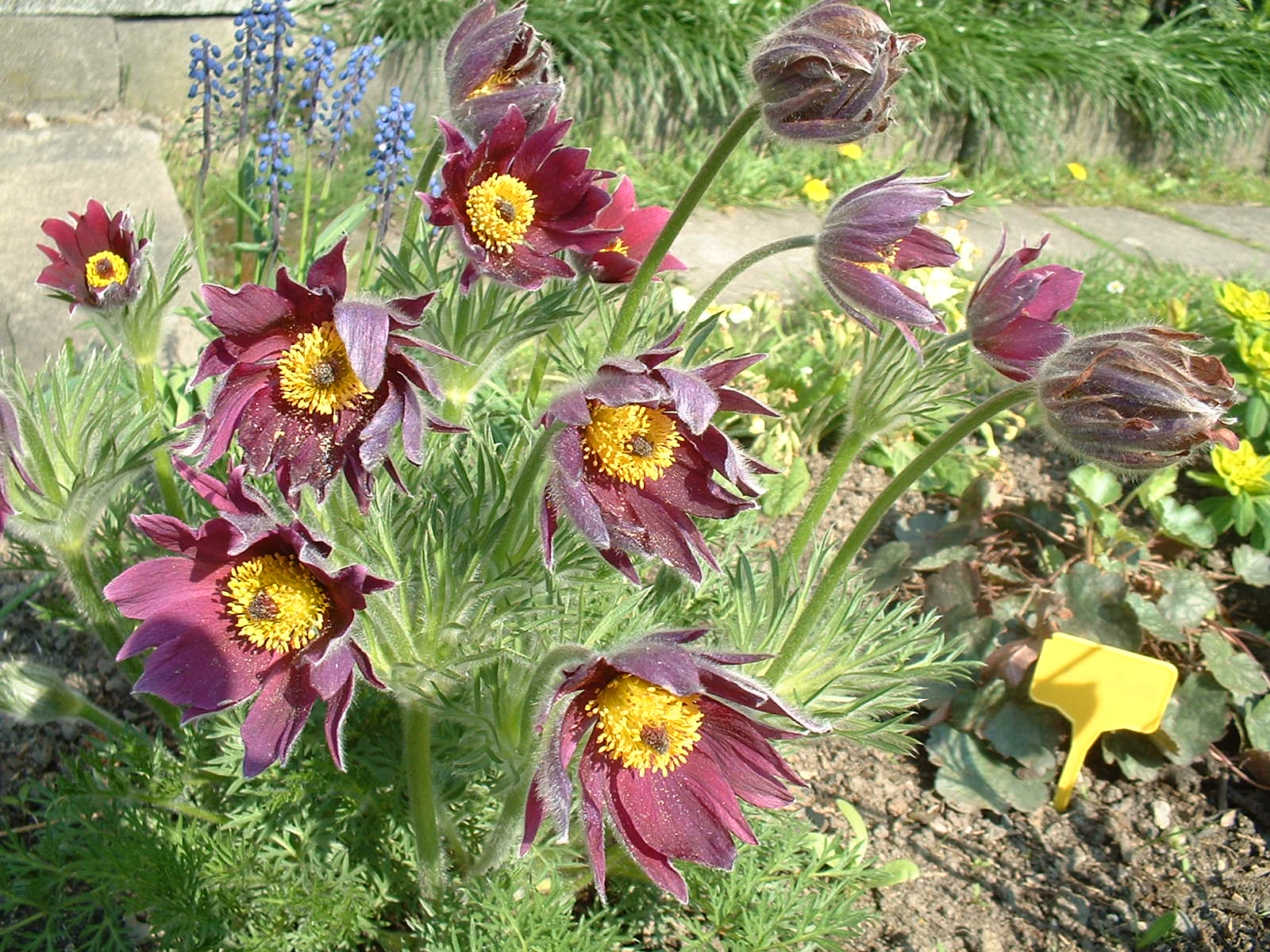
Flor representativa del comtat

L'apel·latiu informal per a la gent de Cambridgeshire és "Camel" i també "Crane", relacionat amb el gall salvatge que era característic de la zona dels aiguamolls anomenada Fens. el gentilici "Fenners" s'aplica sovint als residents de les terres planes del nord de Cambridge. Des del segle xx, però, ha caigut en desús, ja que s'emprava amb connotació despectiva.

## Història
Cambridgeshire és conegut per tenir l'assentament neolític més antic del Regne Unit, anomenat Flag Fen, en el territori municipal del Peterborough. A la zona est del comtat hi ha importants restes arqueològiques de l'edat de pedra i de l'edat del bronze.
La primera vegada que apareix escrit el nom del comtat és al Domesday Book, amb la forma Grantbridgeshire, com a territori relacionat amb el riu Granta. Antigament constava de 17 hundreds:
- Armigford
- Chesterton
- Cheveley
- Chilford
- Ely
- Flendish
- Longstow
- North Witchford
- Northstow
- Papworth
- Radfield
- South Witchford
- Staine
- Staploe
- Thriplow
- Wetherley
- Whittlesford
- Wisbech

L'actual Cambridgeshire correspon en gran part al territori abans ocupat per Ànglia de l'Est i és el resultat de diverses unificacions. L'any 1888 es va formar els Consells dels Comtats d'Anglaterra, en aquest territori se'n van crear dos segons la divisió tradicional: un per l'àrea sud al voltant de la ciutat de Cambridge i l'altre per l'àrea de l'illa d'Ely.
L'any 1965 aquests dos organismes es van fusionar per formar el Consell de Cambridgeshire i Illa d'Ely. Amb la llei de governs locals del 1972 es van annexar els territoris orientals de Huntingdon i Peterborough. (Aquest darrer s'havia creat el 1965 amb la unió de Huntingdonshire i Soke de Peterborough que prèviament havien estat part de Northamptonshire) i el comtat resultant va rebre el nom de Cambridgeshire.

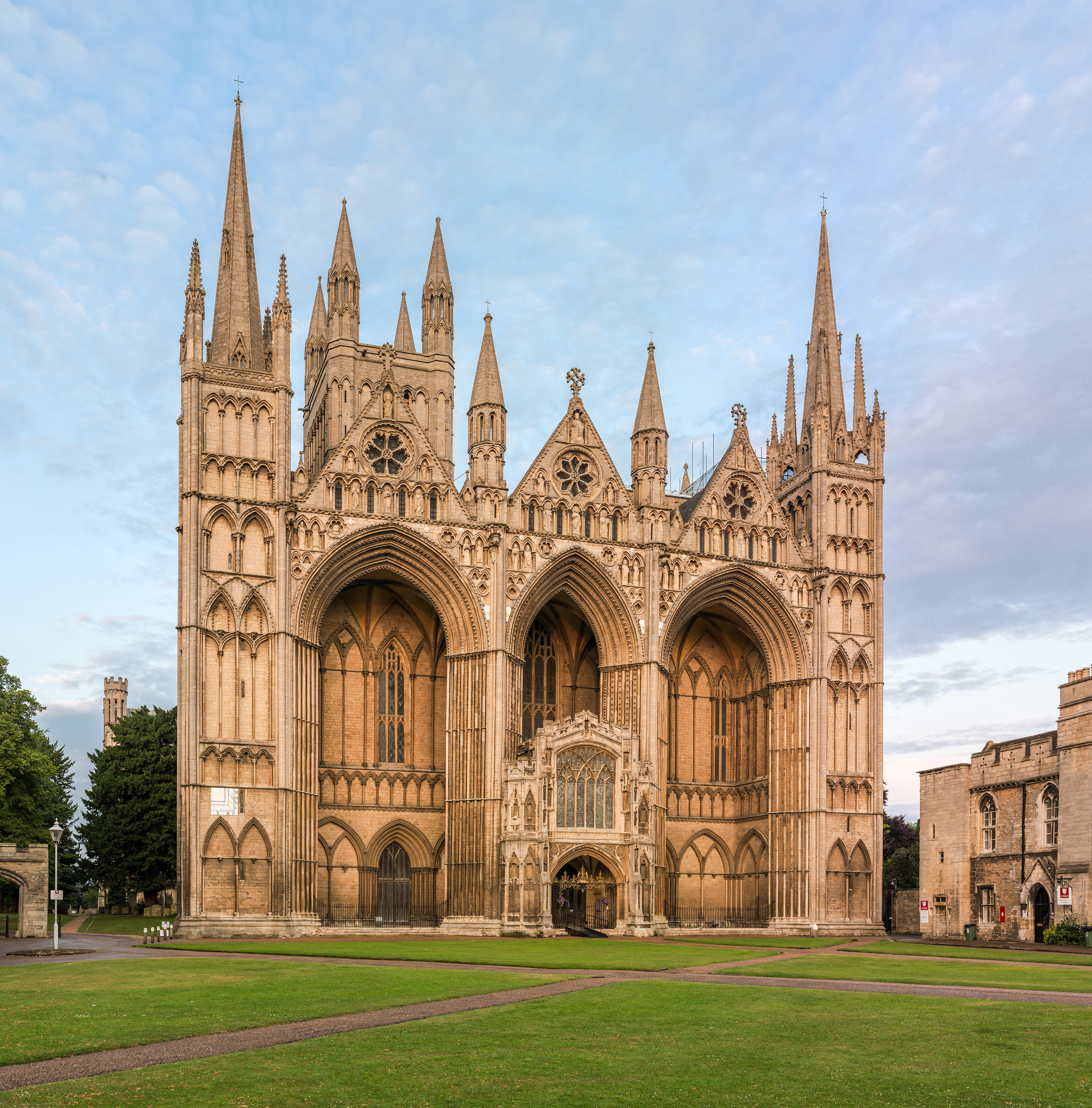
Catedral de Peterborough

Des del 1998 la ciutat de Peterborough és una àrea administrativa independent dins del comtat, del tipus autoritat unitària, que roman associada a Cambridgeshire per motius de tipus protocol·lari i per serveis de policia i bombers que són compartits per totes les ciutats del comtat.
El regiment de Cambridgeshire, anomenat Fen Tigers, és famós per haver lluitat en la guerra dels Boers a Sud-àfrica, en la primera i en la Segona Guerra Mundial.

## Poblacions

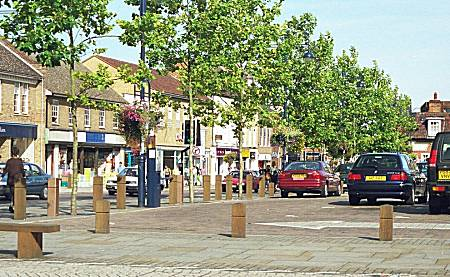
Plaça del mercat a St Neot.

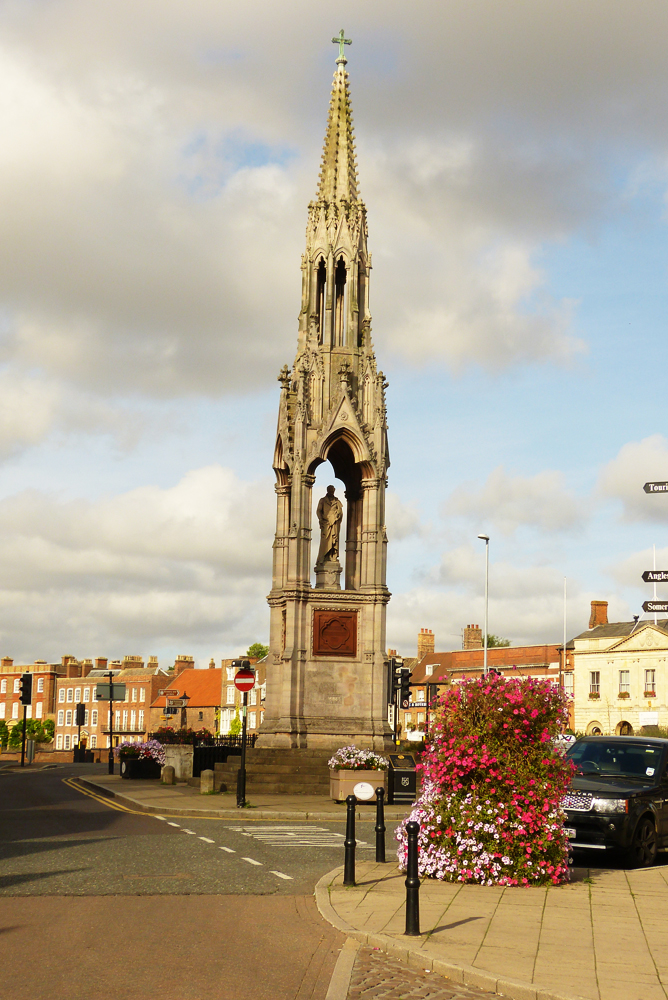
Monument a Thomas Clarkson, Wisbech.

En la següent llista de poblacions de Cambridgeshire estan les que tenen l'estatus de ciutat (city) i les que tenen més de 5.000 habitants segons el cens del 2011.
- Burwell (6.309 hab)
- Cambridge (130.900 hab)
- Chatteris (10.453 hab)
- Cottenham (6.095 hab)
- Ely (20.256 hab)
- Godmanchester (6.711 hab)
- Huntingdon (23.732 hab)
- Littleport (8.738 hab)
- March (22.298 hab)
- Peterborough (194.000 hab)
- Ramsey (8.479 hab)
- Sawston (7.145 hab)
- Sawtry (6.536 hab)
- Soham (10.860 hab)
- St Ives (16.384 hab)
- St Neots (31.165 hab)
- Wisbech (31.573 hab)
- Whittlesey (16.058 hab)
- Yaxley (9.174 hab)

## Economia
La següent taula mostra el valor afegit brut del comtat separat per sectors, amb valors estan expressats en milions de lliures esterlines. La suma dels parcials no coincideix amb el total degut als arrodoniments.
| any  | valor afegit brut regional | sector primari | sector secundari | sector terciari |
| ---- | -------------------------- | -------------- | ---------------- | --------------- |
| 1995 | 5.896                      | 228            | 1.646            | 4.022           |
| 2000 | 7.996                      | 166            | 2.029            | 5.801           |
| 2003 | 10.154                     | 207            | 2.195            | 7.752           |

La major part de Cambridgeshire éstà dedicat a l'agricultura, llevat de l'àrea d'investigació i producció tecnològica anomenada Silicon Fen on hi ha companyies relacionades amb l'electrònica, la informàtica i la biotecnologia. Les diverses bases militars són una part important de l'economia, situades a Huntingdon, St Ives, Waterbeach, Molesworth i Alconbury. En altre sectors econòmic destaca la companyia d'aigües Anglian Waters.

## Fills il·lustres
- Martin Pierson (1571 o 1573 - 1651) compositor i organista.